# Orangerie de Karlsruhe

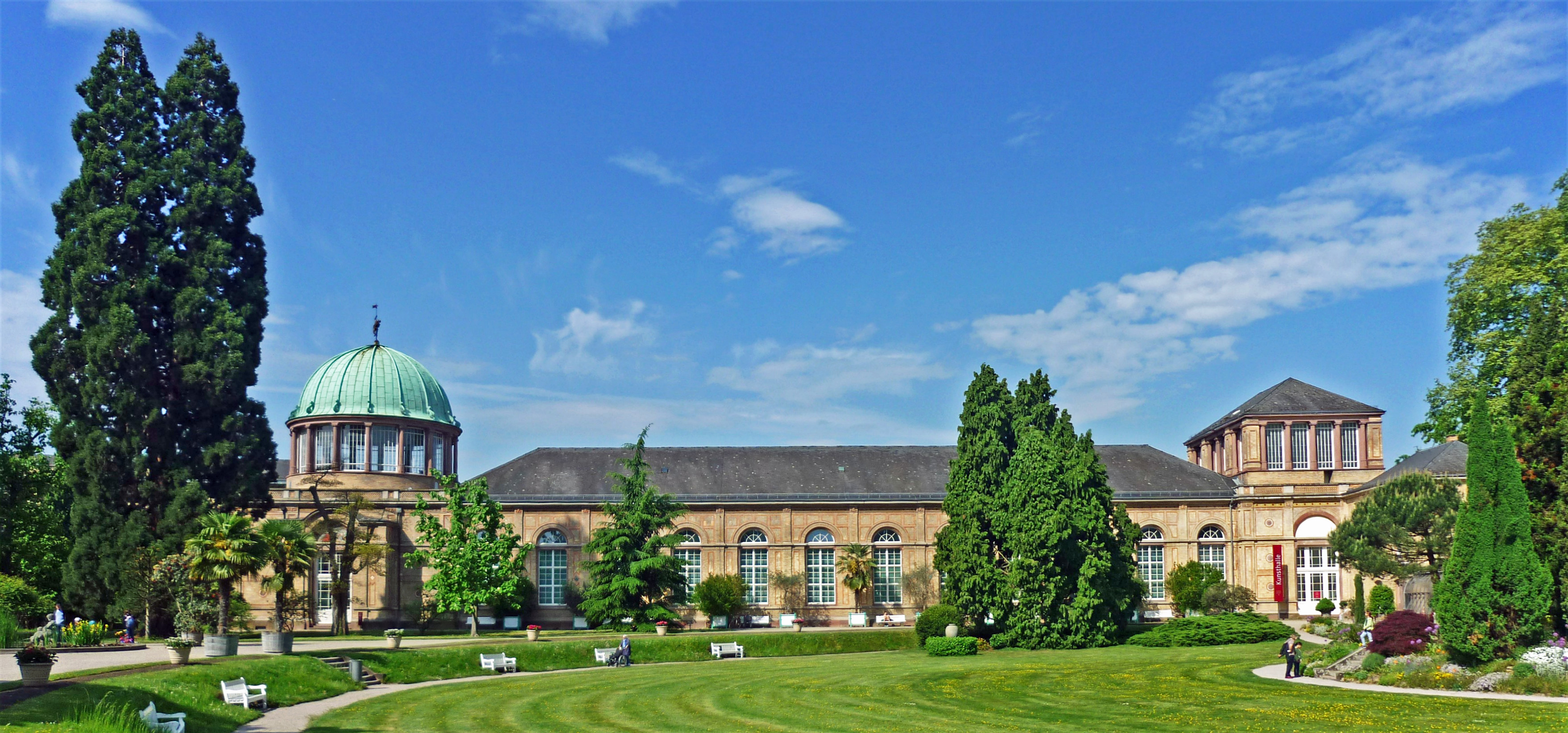
Orangerie de Karlsruhe, vue du jardin botanique.

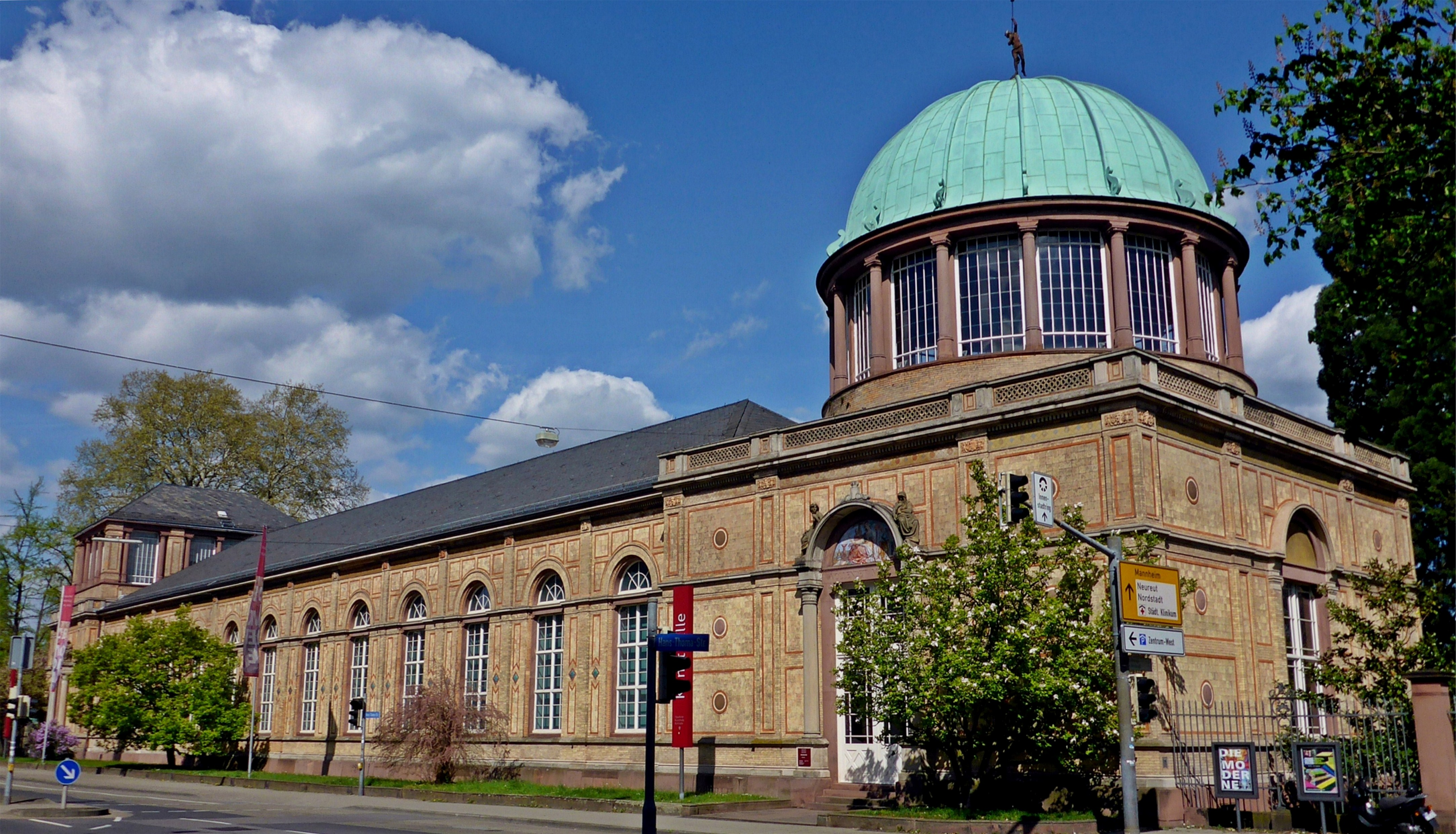
Orangerie de Karlsruhe vue de la Hans-Thoma-Straße

L'orangerie de Karslruhe est l'ancienne orangerie du jardin botanique de la ville de Karlsruhe en Allemagne dans le Bade-Wurtemberg. Elle sert aujourd'hui de salle d'exposition pour les œuvres du XXe siècle et du XXIe siècle de la Kunsthalle de Karlsruhe. L'accent est mis sur les œuvres des courants français et allemand, par exemple des toiles de Paul Cézanne, Robert Delaunay, Ernst Ludwig Kirchner, Max Beckmann, Sigmar Polke ou encore Gerhard Richter.

## Situation
L'orangerie se trouve au bord du jardin botanique de Karlsruhe dans le voisinage immédiat de La Kunsthalle de la Hans-Thoma-Straße.

## Histoire
L'orangerie est construite entre 1853 et 1857 par Heinrich Hübsch.
Les portails des deux bâtiments principaux faisant face à la ville sont ornés de quatre statues de Franz Xaver Reich (de) représentant les quatre saisons. Dans les lunettes, il y a des figures allégoriques représentant les quatre parties du monde, peintes d'après des compositions des artistes badois Joseph Heinemann et Rudolf Gleichauf. La peinture a été réalisée par le peintre sur porcelaine Spelter sur faïence, ce qui pour l'époque constituait une nouveauté.
En 1870, la structure en bois d'origine de Karl Dyckerhoff a été remplacée par une structure en acier plus moderne et plus sûre. L'orangerie a été gravement endommagée par les bombardements aériens britanniques pendant la Seconde Guerre mondiale en 1944. En 1969, elle a été entièrement rénovée, ainsi qu'en 2005-2006.

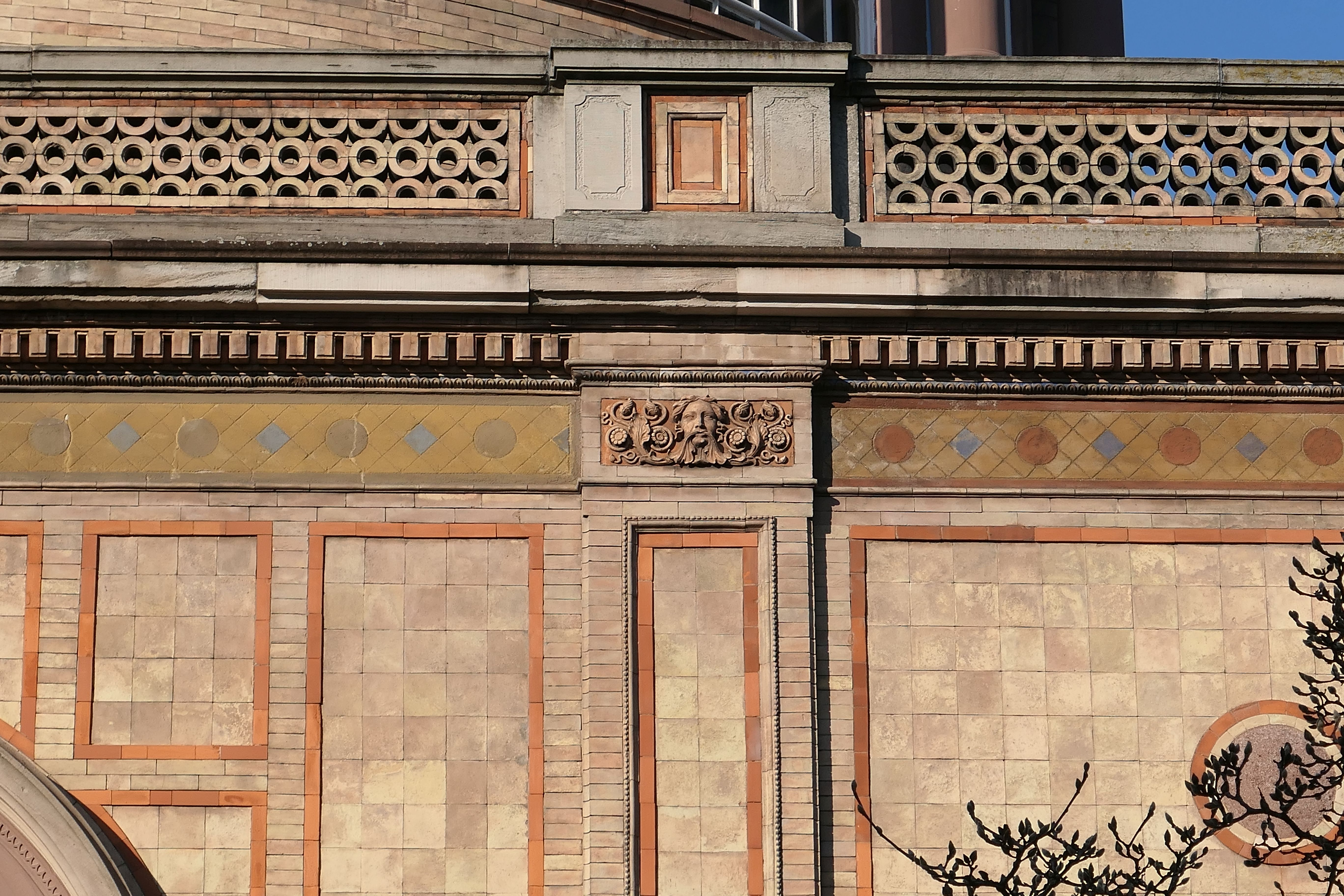
Détails de la façade.
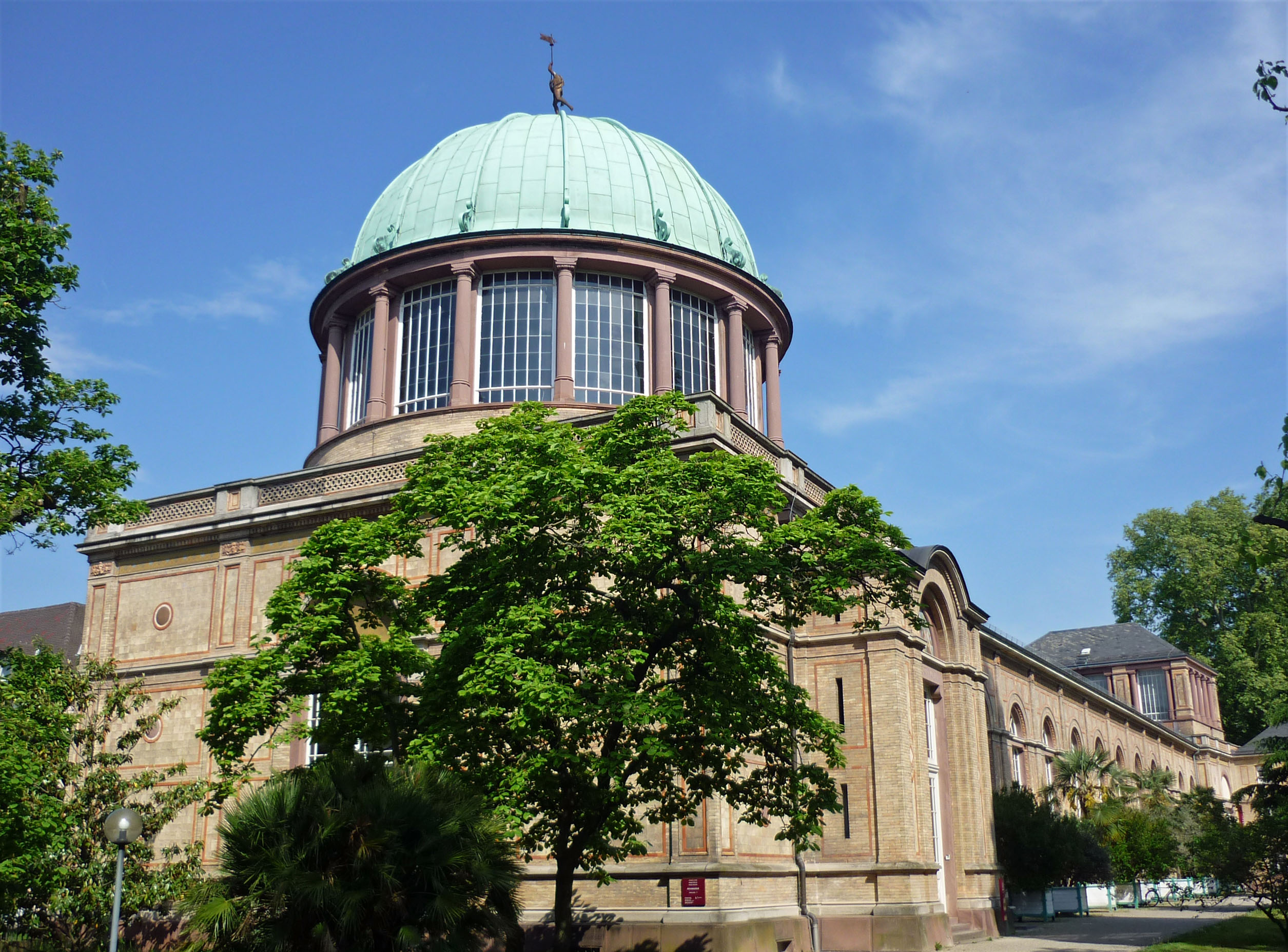
Vue de la coupole.
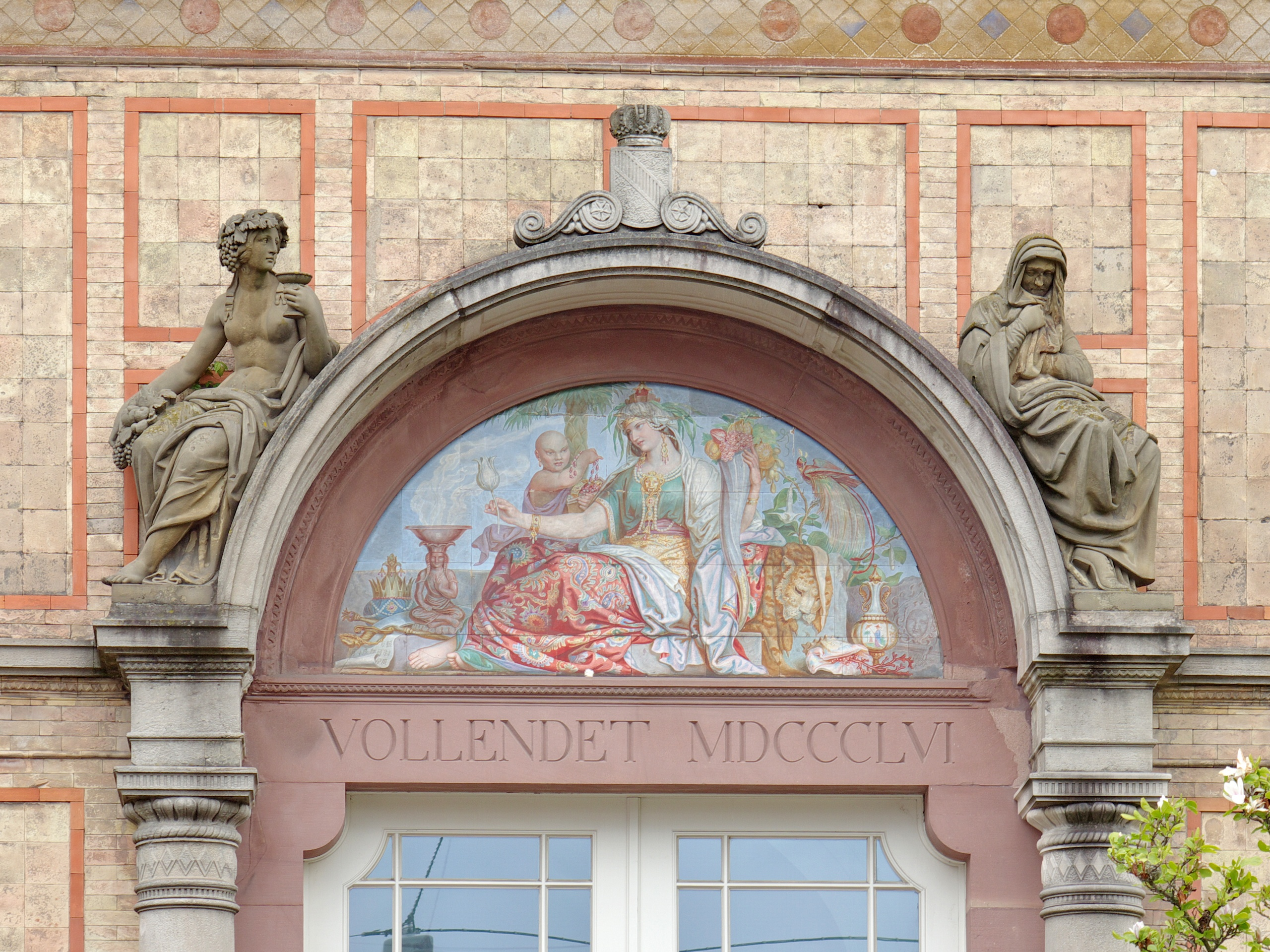
Détail du portail du côté Sud.